# Austroniidae
Austroniidae zijn een familie uit de orde van de vliesvleugeligen (Hymenoptera).

## Taxonomie
De volgende taxa zijn bij de familie ingedeeld:
- Geslacht Austronia Riek, 1955[3]
  - Austronia nigricula Riek, 1955
  - Austronia nitida Riek, 1955
  - Austronia rubrithorax Riek, 1955
- Onderfamilie Trupochalcidinae  † Kozlov, 1975
  - Geslacht Trupochalcis  † Kozlov, 1975
    - Trupochalcis inops  † Kozlov, 1975